# 滨海于讷
滨海于讷（法語：Huisnes-sur-Mer，法語發音：[ɥin syʁ mɛʁ]）是法国芒什省的一个市镇，属于阿夫朗什区。

## 地理
滨海于讷（48°36'30"N, 1°27'1"W）面积6.75 平方千米，位于法国诺曼底大区芒什省，该省份为法国西北部沿海省份，西、北、东北三面环大西洋，东起顺时针与卡爾瓦多斯省、奧恩省、马耶讷省和伊勒-维莱讷省接壤。
与滨海于讷接壤的市镇（或旧市镇、城区）包括：库尔蒂尔、塞尔翁、塔尼、蓬托尔松。

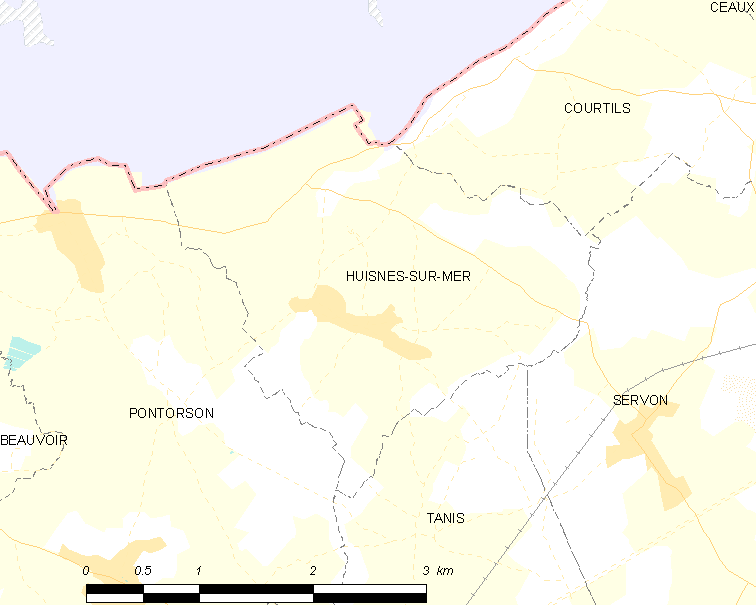
滨海于讷的OSM定位图

滨海于讷的时区为UTC+01:00、UTC+02:00（夏令时）。

## 行政
滨海于讷的邮政编码为50170，INSEE市镇编码为50253。

## 政治
滨海于讷所属的省级选区为蓬托尔松县。

## 人口

1962-2008年间滨海于讷人口变化图示

滨海于讷于2022年1月1日时的人口数量为168人。